# Handball Association of Ghana
Die Handball Association of Ghana (HAG) ist der Handballverband des westafrikanischen Staates Ghana. Präsident ist Kenneth Dzirasah, Generalsekretär Christiana Genevieve Dodoo. Der Verband ist seit 1978 Mitglied der Confédération Africaine de Handball (CAHB) und der Internationalen Handballföderation (IHF).